# HD 101581
HD 101581（TOI-6276やグリーゼ435とも呼称される）とは、ケンタウルス座に位置するK型主系列星である。78.227ミリ秒角の年周視差に基づき、地球から約 41.7光年 (12.8パーセク) 離れている。見かけの等級は7.8で、肉眼で目視することはできないが、小型望遠鏡を使用すれば観測が可能である。
HD 101581のスペクトル分類はK5Vで、中心核の水素がヘリウムに核融合される主系列星（太陽と類似）に分類されている。質量は太陽の0.65倍、半径は太陽の0.63倍で、年齢は約69億年と推定されている。表面の有効温度は 4633 K で、K型星に典型的なオレンジ色をしている。金属量は −0.344±0.059 であり、これは鉄と水素の比率が太陽の45%であることを示している。
| 太陽 | HD 101581 |
| ---- | --------- |
| 太陽 | Exoplanet |

## 惑星系
2024年、TESSによるトランジット法を用いた観測によって、HD 101581の周囲を公転している2つの地球サイズの惑星が発見された。これらの惑星の公転周期はそれぞれ4.5日と6.2日である。さらに、同じくトランジット法を用いてより主星から離れた位置を公転する3番目の惑星が存在する可能性があることが明らかになっている。これらの惑星の発見時点で、HD 101581は複数の既知のトランジットを起こす太陽系外惑星を持つ最も明るい恒星（見かけの等級が最も大きい）であり、近い将来、透過分光法によってHD 101581系の惑星の大気の分析が可能になると期待されている。
| 名称 （恒星に近い順） | 質量 | 軌道長半径 （天文単位） | 公転周期 (日)            | 軌道離心率 | 軌道傾斜角        | 半径                  |
| --------------------- | ---- | ----------------------- | ------------------------ | ---------- | ----------------- | --------------------- |
| b                     | —    | 0.046±0.0007            | 4.46569+0.00029 −0.00032 | —          | 87.78+0.27 −0.2°  | 0.956+0.061 −0.063 R⊕ |
| c                     | —    | 0.0573±0.0009           | 6.20401+0.00054 −0.00044 | —          | 87.93+0.19 −0.15° | 0.990±0.070 R⊕        |
| .03 (候補)            | —    | 0.0671±0.001            | 7.8708+0.0016 −0.0011    | —          | 87.88+0.15 −0.14° | 0.982+0.114 −0.098 R⊕ |